# Say a Word
Ne doit pas être confondu avec Say the Word.
Chansons représentant l'Autriche au Concours Eurovision de la chanson
All to You
(2000) Weil der Mensch zählt
(2003)
Say a Word (en français, Dis un mot) est la chanson représentant l'Autriche au Concours Eurovision de la chanson 2002. Elle est interprétée par Manuel Ortega.
La chanson est la troisième de la soirée, suivant Come Back interprétée par Jessica Garlick pour le Royaume-Uni et précédant S.A.G.A.P.O. interprétée par Michalis Rakintzis pour la Grèce.
À la fin des votes, Say a Word obtient vingt-six points et prend la dix-huitième place sur vingt-quatre participants.

## Source de la traduction
1. ↑  (de) « Manuel Ortegas "Say a Word" wird überprüft », sur Der Standard, 4 mars 2002 (consulté le 22 juin 2024)
2. ↑  (de) Raffaela Lindorfer, « „Ich habe die Branche überlebt“ », sur Kurier, 17 mars 2012 (consulté le 22 juin 2024)
3. ↑  (de) Barbara Reiter, « Manuel Ortega: "Ich war schon nach der Vorausscheidung ausgebrannt" », sur Kurier, 16 mai 2019 (consulté le 22 juin 2024)

- (en) Cet article est partiellement ou en totalité issu de l’article de Wikipédia en anglais intitulé « Say a Word » (voir la liste des auteurs).